# Paolo Sinigaglia (imprenditore)
Paolo Sinigaglia (Cona, 16 maggio 1947 – Padova, 27 settembre 2017) è stato un imprenditore italiano.

## Biografia
Orfano di padre a dodici anni, primo di cinque figli, Paolo Sinigaglia fonda Simod poco più che ventenne, prendendo a prestito i primi macchinari per incollare le suole delle scarpe. Quando ancora non si sapeva cosa fosse la delocalizzazione, varcò i confini europei in Russia, Albania, ex Jugoslavia e perfino in Cina, dove commercializzò le scarpe con il marchio di Barbie. Negli anni ottanta il punto di massima espansione, con un fatturato consolidato di 63 milioni di euro e utili netti per 1,8 milioni.
Fra il 1979 e il 1984 ha posseduto una fabbrica a Newport, dalla quale ogni anno ha fatto uscire quattro milioni di paia di scarpe da ginnastica per il mercato statunitense .
È stato il fondatore assieme ad alcuni imprenditori veneti della compagnia aerea Alpi Eagles. Inoltre è stato presidente di Veneto Sviluppo e socio di Raul Gardini.